# Itzel Vargas
Itzel Esmeralda Vargas Cortés (* 3. August 2000) ist eine mexikanische Handballspielerin, die im Hallenhandball ebenso wie in der Disziplin Beachhandball als Pivot (Shooter/Linienspielerin) mexikanische Nationalspielerin ist.

## Hallenhandball
Itzel Vargas spielt für den HC Real. Colima ist eine der Hochburgen Mexikos im Handball. 2022 nahm sie mit ihrer Mannschaft an der Endrunde zur mexikanischen Meisterschaft teil. Mit der Nachwuchsnationalmannschaft startete sie bei den Panamerikanischen Jugendspielen 2021 (Juegos Panamericanos Junior 2021) und wurde mit ihrer Mannschaft Sechste. Schon einige Wochen zuvor nahm sie mit der A-Nationalmannschaft an den Nordamerika- und Karibikmeisterschaften teil, wo sie mit ihrer Mannschaft, zu der neben ihr auch ihre Beachhandball-Nationalmannschaftskolleginnen Adela Valenzuela, Ana Hernández, Fernanda Rivera und Sayra Pereira gehörten, die Bronzemedaille gewann.

## Beachhandball
Ihre weitaus größeren Erfolge feierte Vargas bislang im Beachhandball, wo sie auf dem linken Flügel spielt. Hier nimmt Mexiko, abgesehen von einem ersten kurzen Gastspiel bei den Panamerika-Meisterschaften 2014 in Asunción, erst seit 2018 regelmäßig an internationalen Wettbewerben teil. Seit den Panamerika-Meisterschaften 2018 in Oceanside gehört Vargas fortwährend zu den berufenen Spielerinnen. In Kalifornien wurde sogleich das Halbfinale und am Ende der vierte Rang erreicht, damit auch die erstmalige Qualifikation für Weltmeisterschaften. Bei der WM in Kasan verlor Mexiko alle Vorrundenspiele, wobei einzig gegen Vietnam ein Satzgewinn gelang und auch in der Trostrunde wurden zwei der drei Spiele verloren, nur gegen die Vereinigten Staaten gelang ein prestigeträchtiger Sieg. Es folgten die Platzierungsspiele, in denen zunächst Taiwan geschlagen und schließlich gegen Uruguay verloren und der 12. Platz belegt wurde. Die noch junge Vargas stand bei diesem Turnier noch im Schatten ihrer Mitspielerin Edna Uresty, die Torschützenkönigin und damit Teil des All-Star-Teams wurde.
Im Jahr darauf gewann Vargas bei den das erste Mal ausgetragenen Nordamerika- und Karibikmeisterschaften 2019 in Chaguanas auf Trinidad und Tobago mit Mexiko nach einer Finalniederlage gegen die USA die Silbermedaille. Damit war die erneute Qualifikation für die Weltmeisterschaften 2020 in Pescara verbunden, die jedoch aufgrund der COVID-19-Pandemie ausfielen. Nach einer längeren Spielpause durch die Pandemie lief der internationale Spielbetrieb für Mexiko erst wieder zu den Nor.Ca. Beach Handball Championships 2022 an. Dieses Mal erreichte Mexiko mit Vargas erneut das Finale gegen die USA, konnte dieses aber nun gewinnen und den Titel vor eigenem Publikum in Acapulco holen. Damit qualifizierte sich Mexiko nicht nur für die Weltmeisterschaften 2022 in Iraklio auf Kreta, sondern auch für die World Games 2022 in Birmingham und die erstmals ausgetragenen Beachgames Zentralamerikas und der Karibik 2022 in Santa Marta, Kolumbien.
Bei der WM verlor Mexiko erneut alle seine drei Vorrundenspiele und konnte auch in der Trostrunde – dieses Mal gegen Australien – nur eines der Spiele gewinnen. Auch bei den Platzierungsspielen folgten zunächst Niederlagen gegen Thailand und Vietnam, womit Mexiko nur dank eines abschließenden erneuten Sieges über Australien den letzten Platz vermied. Nur etwa zwei Wochen später folgten schon die World Games. Mexiko verlor vier seiner fünf Gruppenspiele und auch im anschließenden Spiel um den fünften und damit vorletzten Rang wurde einzig wie bei der WM Australien geschlagen. Vargas war mit 72 erzielten Punkten die beste mexikanische Torschützin und achtbeste Scorerin des Turniers, fünftbeste nach dem Torschnitt pro Spiel. Mit zehn verwandelten Strafwürfen bei 12 Versuchen war nur Christine Mansour besser als sie. Eine Schwäche war im Turnier die hohe Zahl an Ballverlusten. Vargas verlor 14 mal den Ball, das macht im Schnitt mehr als zweimal in jedem Spiel. Damit lag sie gemeinsam mit der Australierin Allira Hudson-Gofers auf dem zweiten Rang, einzig die US-Amerikanerin Courtney Heeley war mit 26 Ballverlusten noch einmal deutlich schwächer. Jahresabschluss wurde das Turnier bei den Central American and Caribbean Sea and Beach Games. Mexiko gewann hier die ersten vier seiner fünf Vorrundenspiele und verlor nur das letzte Spiel gegen Puerto Rico, nachdem der erste Platz nicht mehr zu nehmen war. Nach einem etwas wackeligen Sieg im Halbfinale über die Dominikanische Republik stand ein sicherer Sieg im Finale über die Gastgeberinnen aus Venezuela und damit der zweite Titelgewinn des Jahres. Vargas steuerte bei sieben gespielten Partien mit 102 Punkten die meisten ihrer Mannschaft bei.

## Erfolge
| World Games - 2022: 5. Weltmeisterschaften - 2018: 12. - 2022: 15. | Pan-Amerikanische Meisterschaften - 2018: 4. Nordamerika- und Karibikmeisterschaften - 2019: 2. - 2022: 1. Beachgames Zentralamerikas und der Karibik - 2022: 1. | Nordamerika- und Karibikmeisterschaften (Halle) - 2021: 3. Panamerikanische Jugendspiele 2021 (Halle) - 6. |

## Belege und Anmerkungen
1. ↑  I. Junior Pan American Games Cali-Valle 2021: Itzel Esmeralda Vargas Cortes. Archiviert vom Original (nicht mehr online verfügbar) am 30. Dezember 2022; abgerufen am 30. Dezember 2022.  Info: Der Archivlink wurde automatisch eingesetzt und noch nicht geprüft. Bitte prüfe Original- und Archivlink gemäß Anleitung und entferne dann diesen Hinweis.
2. ↑  Cesar Miguel Ponce Pérez: Gana México a Colombia en Handball Femenil. In: Deporte Colima. 25. November 2021, abgerufen am 30. Dezember 2022 (spanisch).
3. ↑  https://www.teamusa.org/USA-Team-Handball/News/2021/September/03/2021-NACHC-Post-Tournament-Reactions-All-Star-Team-and-Top-Scorers
4. ↑  Edición del martes 6 de marzo de 2018 by El Comentario - Issuu. Abgerufen am 2. Dezember 2022 (englisch).
5. ↑  Candelario González: Se Presenta México en Mundial de Handball de Playa. In: MAG Deportes. 23. Juli 2018, abgerufen am 18. November 2022 (spanisch).
6. ↑  IHF | Team Details Page. Abgerufen am 2. Dezember 2022.
7. ↑  IHF | USA double-winners in the Caribbean. Abgerufen am 2. Dezember 2022.
8. ↑  Va Colima y México al mundial de handball de playa femenil, en Grecia. Abgerufen am 19. November 2022 (spanisch).
9. ↑  Mexikanische Delegation (Memento des Originals vom 18. November 2022 im Internet Archive)  Info: Der Archivlink wurde automatisch eingesetzt und noch nicht geprüft. Bitte prüfe Original- und Archivlink gemäß Anleitung und entferne dann diesen Hinweis.
10. ↑  Mexikanische Kader bei den Beachgames Zentralamerikas und der Karibik 2022
11. ↑  https://www.santamarta2022.com/deportista/atleta/465169#/ficha/465169
12. ↑  Llevan Colimenses a México a ganar oro en Juegos Centroamericanos y del Caribe. Abgerufen am 30. Dezember 2022.

| Personendaten    | Personendaten                  |
| ---------------- | ------------------------------ |
| NAME             | Vargas, Itzel                  |
| ALTERNATIVNAMEN  | Vargas Cortés, Itzel Esmeralda |
| KURZBESCHREIBUNG | mexikanische Handballspielerin |
| GEBURTSDATUM     | 3. August 2000                 |